# Monte Nievas
Monte Nievas es una localidad del departamento Conhelo, en la provincia de La Pampa, Argentina. Su zona rural se extiende también sobre el departamento Trenel. Fue fundada por Tomás Devoto el 1 de septiembre de 1906.

## Población
Contó con 546 habitantes (Indec, 2010), lo que representó un incremento del 13,25% frente a los 415 habitantes (Indec, 2001) del censo anterior.
El censo nacional 2022 arrojó 624 habitantes y 341 viviendas.
| Gráfica de evolución demográfica de Monte Nievas entre 1991 y 2022 |
|                                                                    |
| Fuente: Censos nacionales del INDEC                                |